# Marc Menard
Marc Menard (Ciutat de Quebec, Quebec, 2 de març de 1975) és un actor quebequès. Va debutar amb el paper d'en Michael Krieger a la sèrie Watch Over Me, de la MyNetworkTV.

## Biografia
Quan tenia un any es traslladà a viure a Mont-real. Fa els estudis superiors en una acadèmia masculina jesuïta, on madura el deler per l'actuació, i continua els estudis a la Concordia University de Montréal i la Universitat de Sherbrooke, diplomant-se en Llei i Economia, amb una especialització en màrqueting.
Per pagar-se els estudis universitaris, treballa al bar d'un nightclub: aquí, un director de càsting, en cerca d'un rostre masculí per un vídeo musical, s'hi fixa i li demana de participar en l'audició. Menard obté la feina i, després d'haver estat descobert per una important agència de Milà, comença a fer de model, participant en una campanya publicitària per Nautilus i rodant a tot Europa. El 1998, arribat al tercer any de feina en el camp de la moda, decideix traslladar-se a Miami, on l'agent Manny Arca el convenç de provar la carrera d'actor: estudia al conservatori de l'Actor's Studio i aviat obté feines a  Coffee, Desserts, Lightfare, The Suit, All for Noth'in? i No Way Out. Encara el 2002 entra en el repartiment de les telenovel·les Ocean Ave i All My Children, que el porta a Nova York.
Entre 2006 i 2007 interpreta Michael Krieger en la soap Watch Over Me; els anys següents obté rols de guest star en CSI: NY i Lost, i participa en la pel·lícula per la televisió Yeti i The Boy Next Door. Entre el 2010 i el 2011 és a la pel·lícula TV Seduced by Lies amb Gerard Plunkett i Cyber Seduction amb Christina Cox. El 2012 apareix en tres episodis de la quinta temporada de Gossip Girl en el rol de pare Cavalia.

## Filmografia
| Any  | Pel·lícula/Sèrie              | Paper           |
| ---- | ----------------------------- | --------------- |
| 2011 | Gossip Girl (sèrie)           | Pare Cavalia    |
| 2010 | Seduced by Lies               | Brad Sterling   |
| 2009 | Lost (sèrie)                  | Montand         |
| 2008 | The Boy Next Door             | Walsh           |
| 2008 | Yeti: Curse of the Snow Demon | Peyton Marino   |
| 2007 | CSI: NY (sèrie)               | Damien Barnes   |
| 2007 | Watch Over Me (sèrie)         | Michael Krieger |
| 2004 | All My Children               | Boyd Larraby    |
| 2004 | House MD                      | -               |
| 2003 | Ocean Ave.                    | Lucas Devon     |